# Campionati europei under 23 di atletica leggera 1999
Il II Campionato europeo under 23 di atletica leggera si è disputato a Göteborg, in Svezia, dal 29 luglio al 1º agosto 1999.

## Nazioni partecipanti
Tra parentesi, il numero di atleti partecipanti per nazione.
- Albania (2)
- Andorra (2)
- Austria (4)
- Belgio (10)
- Bielorussia (18)
- Bulgaria (7)
- Rep. Ceca (28)
- Cipro (8)
- Croazia (4)
- Danimarca (4)
- Estonia (3)

- Finlandia (32)
- Francia (67)
- Georgia (1)
- Germania (73)
- Gibilterra (1)
- Grecia (20)
- Irlanda (11)
- Islanda (3)
- Israele (2)
- Italia (31)
- Jugoslavia (12)

- Lettonia (7)
- Lituania (9)
- Lussemburgo (1)
- Macedonia (1)
- Moldavia (2)
- Norvegia (9)
- Paesi Bassi (13)
- Polonia (41)
- Portogallo (15)
- Regno Unito (64)

- Romania (23)
- Russia (32)
- Slovacchia (10)
- Slovenia (11)
- Spagna (61)
- Svezia (28)
- Svizzera (7)
- Turchia (5)
- Ucraina (17)
- Ungheria (27)

## Risultati
I risultati del campionato sono stati:

### Uomini
| Specialità | Oro                                                                       | Prestazione | Argento                                                                | Prestazione | Bronzo                                                                | Prestazione |
| Corse piane |                                                                           |             |                                                                        |             |                                                                       |             |
| 100 metri | Hristoforos Hoidis Grecia                                                 | 10"19       | Marcin Nowak Polonia                                                   | 10"28       | Christian Malcolm Regno Unito                                         | 10"28       |
| 200 metri | John Ertzgaard Norvegia                                                   | 20"47       | Christian Malcolm Regno Unito                                          | 20"47       | Stefan Holz Germania                                                  | 20"69       |
| 400 metri | Piotr Haczek Polonia                                                      | 45"78       | Zsolt Szeglet Ungheria                                                 | 46"09       | Marc Raquil Francia                                                   | 46"18       |
| 800 metri | Nils Schumann Germania                                                    | 1'45"21     | James Nolan Irlanda                                                    | 1'46"94     | Paweł Czapiewski Polonia                                              | 1'46"98     |
| 1.500 metri | Rui Silva Portogallo                                                      | 3'44"29     | Gert-Jan Liefers Paesi Bassi                                           | 3'44"60     | Mehdi Baala Francia                                                   | 3'45"41     |
| 5.000 metri | Yousef El Nasri Spagna                                                    | 13'30"48    | Marius Bakken Norvegia                                                 | 13'31"53    | Marco Mazza Italia                                                    | 13'47"17    |
| 10.000 metri | Marco Mazza Italia                                                        | 28'39"29    | Janne Holmén Finlandia                                                 | 28'40"87    | Ovidiu Tat Romania                                                    | 29'26"31    |
| Corse a ostacoli |                                                                           |             |                                                                        |             |                                                                       |             |
| 110 metri ostacoli | Tomasz Ścigaczewski Polonia                                               | 13"36       | Staņislavs Olijars Lettonia                                            | 13"55       | Jan Schindzielorz Germania                                            | 13"71       |
| 400 metri ostacoli | Thomas Goller Germania                                                    | 49"67       | Boris Gorban Russia                                                    | 49"94       | Periklīs Iakōvakīs Grecia                                             | 49"97       |
| 3000 metri siepi | Günther Weidlinger Austria                                                | 8'30"34     | Gael Pencreach Francia                                                 | 8'35"60     | Antonio David Jiménez Spagna                                          | 8'37"29     |
| Corse su strada |                                                                           |             |                                                                        |             |                                                                       |             |
| 20 km marcia | David Márquez Spagna                                                      | 1h23'42     | Semyon Lovkin Russia                                                   | 1h24'04     | Alfio Corsaro Italia                                                  | 1h24'25     |
| Staffette |                                                                           |             |                                                                        |             |                                                                       |             |
| Staffetta 4x100 m | Regno Unito Christian Malcolm Jamie Henthorn John Stewart Mark Findlay    | 38"96       | Francia Jérôme Éyana Frédéric Krantz Cédric Gold Dalg David Patros     | 39"14       | Germania Alexander Kosenkow Stefan Holz Michael Schäfer Falk Schrader | 39"69       |
| Staffetta 4x400 m | Germania Sebastian Debnar-Daumler Thomas Goller Nils Schumann Stefan Holz | 3'02"96     | Polonia Michał Węglarski Piotr Długosielski Mariusz Bizoń Piotr Haczek | 3'03"22     | Regno Unito Geoff Dearman Matthew Elias Peter Brend David Naismith    | 3'03"58     |
| Salti |                                                                           |             |                                                                        |             |                                                                       |             |
| Salto in alto | Ben Challenger Regno Unito                                                | 2,30 m      | Andriy Sokolovskyy Ucraina                                             | 2,28 m      | Javier Bermejo Spagna                                                 | 2,22 m      |
| Salto con l'asta | Romain Mesnil Francia                                                     | 5,93 m      | Lars Börgeling Germania                                                | 5,80 m      | Vasiliy Gorshkov Russia                                               | 5,60 m      |
| Salto in lungo | Yago Lamela Spagna                                                        | 8,36 m      | Vitaliy Shkurlatov Russia                                              | 8,02 m      | Nathan Morgan Regno Unito                                             | 7,99 m      |
| Salto triplo | Ionut Punga Romania                                                       | 16,73 m     | Colomba Fofana Francia                                                 | 16,57 m     | Vasil Gergov Bulgaria                                                 | 16,53 m     |
| Lanci |                                                                           |             |                                                                        |             |                                                                       |             |
| Getto del peso | Mikuláš Konopka Slovacchia                                                | 19,60 m     | Joachim Olsen Danimarca                                                | 19,50 m     | Jarkko Haukijärvi Finlandia                                           | 19,15 m     |
| Lancio del disco | Aliaksandr Malashevich Bielorussia                                        | 63,78 m     | Roland Varga Ungheria                                                  | 61,99 m     | Mario Pestano Spagna                                                  | 61,73 m     |
| Lancio del martello | Vladyslav Piskunov Ucraina                                                | 76,26 m     | András Haklits Croazia                                                 | 73,73 m     | Maciej Pałyszko Polonia                                               | 73,50 m     |
| Lancio del giavellotto | Harri Haatainen Finlandia                                                 | 83,02 m     | Ville Räsänen Finlandia                                                | 78,36 m     | Mark Frank Germania                                                   | 77,62 m     |
| Prove multiple |                                                                           |             |                                                                        |             |                                                                       |             |
| Decathlon | Attila Zsivoczky Ungheria                                                 | 8.379 p.    | Boris Kawohl Germania                                                  | 7.815 p.    | Dmitri Ivanov Russia                                                  | 7.787 p.    |
| record mondiale; record mondiale stagionale; miglior prestazione mondiale under 23; miglior prestazione mondiale stagionale under 23; record europeo; miglior prestazione europea stagionale; miglior prestazione europea under 23; miglior prestazione europea stagionale under 23; record dei campionati; record nazionale; record nazionale under 23; record personale; record personale stagionale. |                                                                           |             |                                                                        |             |                                                                       |             |

### Donne
| Specialità | Oro                                                                          | Prestazione | Argento                                                             | Prestazione | Bronzo                                                                        | Prestazione |
| Corse piane |                                                                              |             |                                                                     |             |                                                                               |             |
| 100 metri | Manuela Levorato Italia                                                      | 11"26       | Olena Pastushenko Ucraina                                           | 11"33       | Kim Gevaert Belgio                                                            | 11"39       |
| 200 metri | Manuela Levorato Italia                                                      | 22"68       | Muriel Hurtis Francia                                               | 22"85       | Sabrina Mulrain Germania                                                      | 22"85       |
| 400 metri | Otilia Ruicu Romania                                                         | 51"93       | Jitka Burianová Rep. Ceca                                           | 52"01       | Grażyna Prokopek Polonia                                                      | 52"28       |
| 800 metri | Claudia Gesell Germania                                                      | 2'03"05     | Irina Krakoviak Lituania                                            | 2'04"08     | Laetitia Valdonado Francia                                                    | 2'04"20     |
| 1.500 metri | Lidia Chojecka Polonia                                                       | 4'07"86     | Yelena Zadorozhnaya Russia                                          | 4'09"03     | Anca Safta Romania                                                            | 4'09"78     |
| 5.000 metri | Katalin Szentgyörgy Ungheria                                                 | 15'18"80    | Cristina Iloc Romania                                               | 15'22"64    | Olivera Jevtić Jugoslavia                                                     | 15'24"83    |
| 10.000 metri | Olivera Jevtić Jugoslavia                                                    | 32'37"59    | Rosaria Console Italia                                              | 33'05"77    | Patricia Arribas Spagna                                                       | 33'23"01    |
| Corse a ostacoli |                                                                              |             |                                                                     |             |                                                                               |             |
| 100 metri ostacoli | Agnieszka Karaczun Polonia                                                   | 13"32       | Julie Pratt Regno Unito                                             | 13"40       | Éva Miklós Ungheria                                                           | 13"40       |
| 400 metri ostacoli | Tasha Danvers Regno Unito                                                    | 56"00       | Ulrike Urbansky Germania                                            | 56"08       | Anika Ahrens Germania                                                         | 57"34       |
| Corse su strada |                                                                              |             |                                                                     |             |                                                                               |             |
| 20 km marcia | Claudia Iovan Romania                                                        | 1h33'17     | Lyudmila Dedekina Russia                                            | 1h34'02     | Melanie Seeger Germania                                                       | 1h34'17     |
| Staffette |                                                                              |             |                                                                     |             |                                                                               |             |
| Staffetta 4x100 m | Francia Nadine Mahobah Muriel Hurtis Fabé Dia Doris Deruel                   | 43"39       | Germania Alice Reuss Marion Wagner Esther Möller Sabrina Mulrain    | 43"53       | Polonia Monika Długa Irena Sznajder Agnieszka Rysiukiewicz Magdalena Haszczyc | 44"47       |
| Staffetta 4x400 m | Russia Tatyana Levina Irina Yemelyanova Marina Grishakova Svetlana Pospelova | 3'29"04     | Germania Nicole Marahrens Anika Ahrens Ulrike Urbansky Claudia Marx | 3'29"37     | Romania Ramona Popovici Anca Safta Andrea Burlacu Otilia Ruicu                | 3'31"71     |
| Salti |                                                                              |             |                                                                     |             |                                                                               |             |
| Salto in alto | Svetlana Lapina Russia                                                       | 1,98 m      | Amewu Mensah Germania                                               | 1,93 m      | Linda Horvath Austria                                                         | 1,93 m      |
| Salto con l'asta | Vala Flosadóttir Islanda                                                     | 4,30 m      | Nastja Ryjikh Germania                                              | 4,35 m      | Dana Cervantes Spagna                                                         | 4,15 m      |
| Salto in lungo | Aurélie Felix Francia                                                        | 6,85 m      | Inga Leiwesmeier Germania                                           | 6,64 m      | Éva Miklós Ungheria                                                           | 6,51 m      |
| Salto triplo | Cristina Nicolau Romania                                                     | 14,70 m     | Oksana Rogova Russia                                                | 14,65 m     | Adelina Gavrilă Romania                                                       | 14,37 m     |
| Lanci |                                                                              |             |                                                                     |             |                                                                               |             |
| Getto del peso | Yelena Ivanenko Bielorussia                                                  | 17,27 m     | Nadine Beckel Germania                                              | 17,15 m     | Assunta Legnante Italia                                                       | 16,53 m     |
| Lancio del disco | Lacramioara Ionescu Romania                                                  | 58,24 m     | Nadine Beckel Germania                                              | 57,75 m     | Věra Pospíšilová Rep. Ceca                                                    | 56,65 m     |
| Lancio del martello | Florence Ezeh Francia                                                        | 64,56 m     | Kirsten Münchow Germania                                            | 63,68 m     | Manuela Priemer Germania                                                      | 62,6 m      |
| Lancio del giavellotto | Susan Mathies Germania                                                       | 57,64 m     | Tetyana Lyakhovych Ucraina                                          | 57,35 m     | Veera Oksanen Finlandia                                                       | 55,90 m     |
| Prove multiple |                                                                              |             |                                                                     |             |                                                                               |             |
| Eptathlon | Natalya Roshchupkina Russia                                                  | 6.125 p.    | Yelena Prokhorova Russia                                            | 6.011 p.    | Sonja Kesselschläger Germania                                                 | 5.832 p.    |
| record mondiale; record mondiale stagionale; miglior prestazione mondiale under 23; miglior prestazione mondiale stagionale under 23; record europeo; miglior prestazione europea stagionale; miglior prestazione europea under 23; miglior prestazione europea stagionale under 23; record dei campionati; record nazionale; record nazionale under 23; record personale; record personale stagionale. |                                                                              |             |                                                                     |             |                                                                               |             |

## Medagliere
Legenda
     Paese ospitante
| Posizione | Paese       | Oro | Argento | Bronzo | Totale |
| --------- | ----------- | --- | ------- | ------ | ------ |
| 1         | Germania    | 5   | 11      | 9      | 25     |
| 2         | Romania     | 5   | 1       | 4      | 10     |
| 3         | Francia     | 4   | 4       | 3      | 11     |
| 4         | Polonia     | 4   | 2       | 4      | 10     |
| 5         | Russia      | 3   | 7       | 2      | 12     |
| 6         | Regno Unito | 3   | 2       | 3      | 8      |
| 7         | Italia      | 3   | 1       | 3      | 7      |
| 8         | Spagna      | 3   | 0       | 5      | 8      |
| 9         | Ungheria    | 2   | 2       | 2      | 6      |
| 10        | Bielorussia | 2   | 0       | 0      | 2      |
| 11        | Ucraina     | 1   | 3       | 0      | 4      |
| 12        | Finlandia   | 1   | 2       | 2      | 5      |
| 13        | Norvegia    | 1   | 1       | 0      | 2      |
| 14        | Austria     | 1   | 0       | 1      | 2      |
| 14        | Grecia      | 1   | 0       | 1      | 2      |
| 14        | Jugoslavia  | 1   | 0       | 1      | 2      |
| 17        | Islanda     | 1   | 0       | 0      | 1      |
| 17        | Portogallo  | 1   | 0       | 0      | 1      |
| 17        | Slovacchia  | 1   | 0       | 0      | 1      |
| 20        | Rep. Ceca   | 0   | 1       | 1      | 2      |
| 21        | Croazia     | 0   | 1       | 0      | 1      |
| 21        | Danimarca   | 0   | 1       | 0      | 1      |
| 21        | Irlanda     | 0   | 1       | 0      | 1      |
| 21        | Lettonia    | 0   | 1       | 0      | 1      |
| 21        | Lituania    | 0   | 1       | 0      | 1      |
| 21        | Paesi Bassi | 0   | 1       | 0      | 1      |
| 27        | Belgio      | 0   | 0       | 1      | 1      |
| 27        | Bulgaria    | 0   | 0       | 1      | 1      |
| Totale    | Totale      | 43  | 43      | 43     | 129    |